# پورتیسهد، سامرست
latitudeپورتیسهد، سامرستlongitudeپورتیسهد، سامرست
پورتیسهد، سامرست (به انگلیسی: Portishead) یک شهرک در بریتانیا است که در پورتیشد و نورث وستون واقع شده‌است.

## خصوصیات
پورتیسهد ۲۳٬۶۹۹ نفر جمعیت دارد.